# Affiche de cinéma

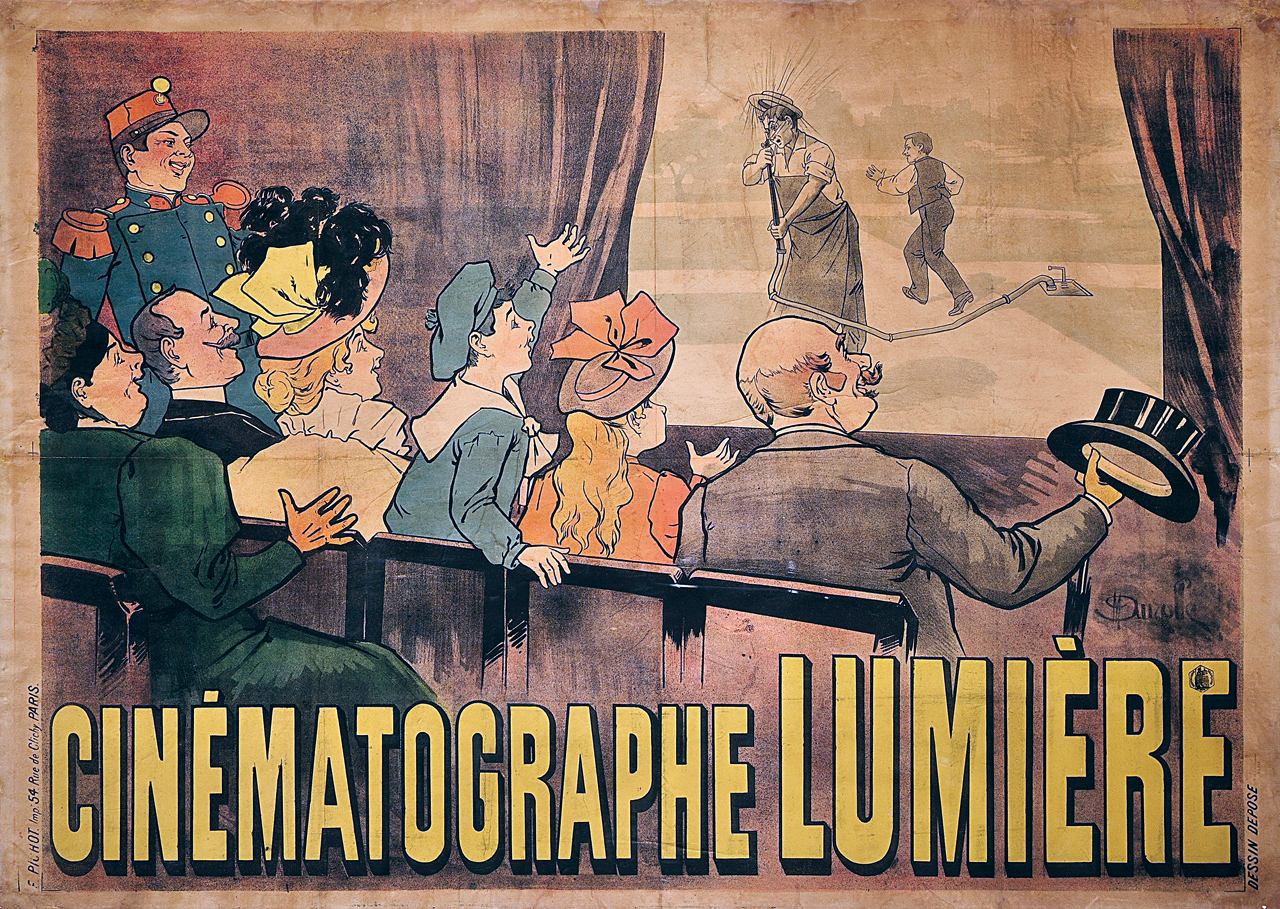
Cinématographe Lumière (1896), affiche de Marcellin Auzolle où figure L'Arroseur arrosé.

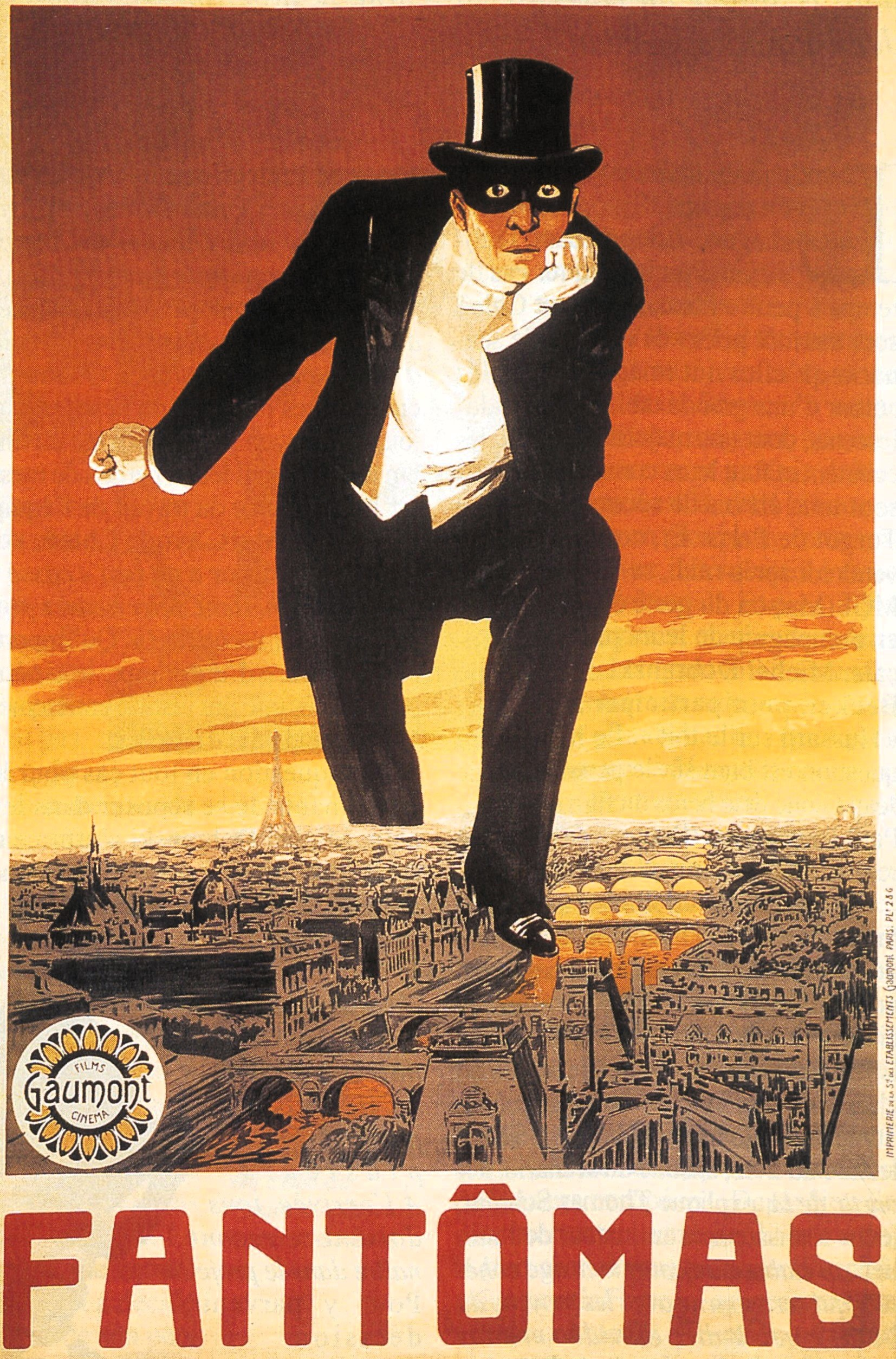
Affiche de 1913 (Gaumont) pour Fantômas.

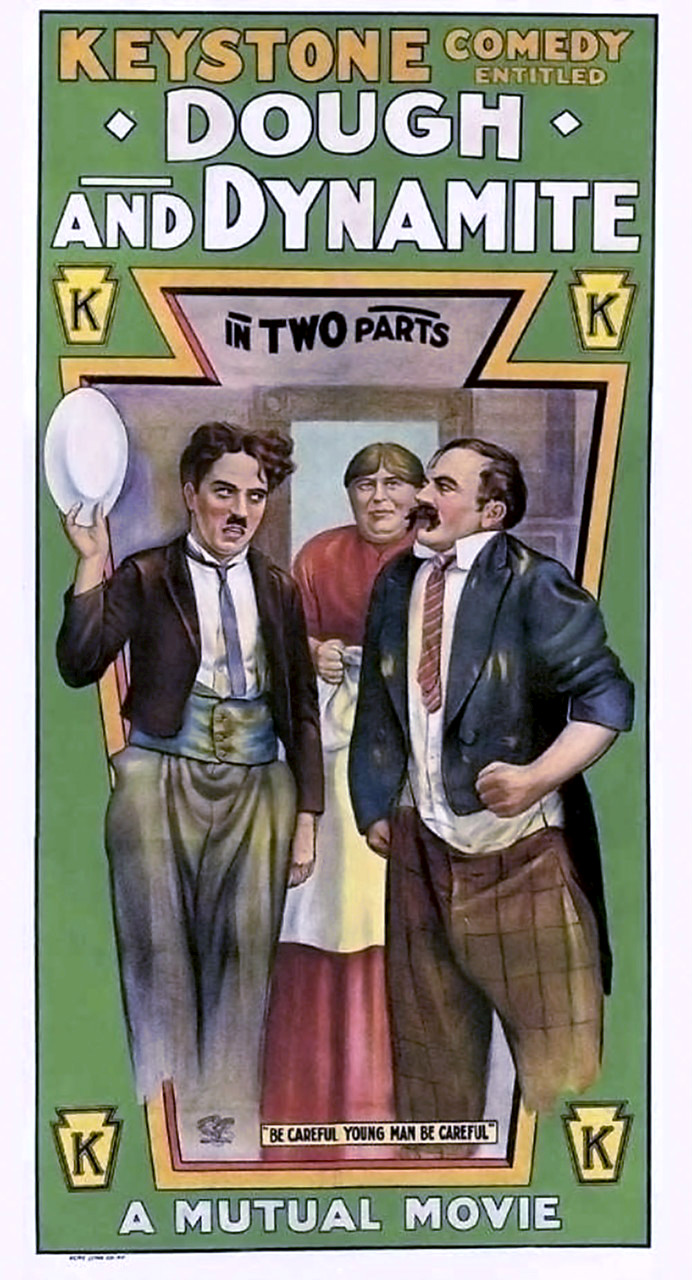
Affiche de 1914 (Keystone) pour Charlot mitron.

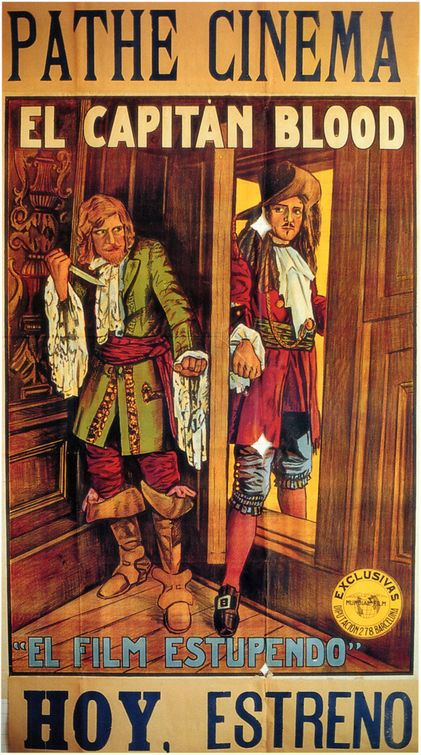
Affiche de 1924 (Design Vitagraph Studios).

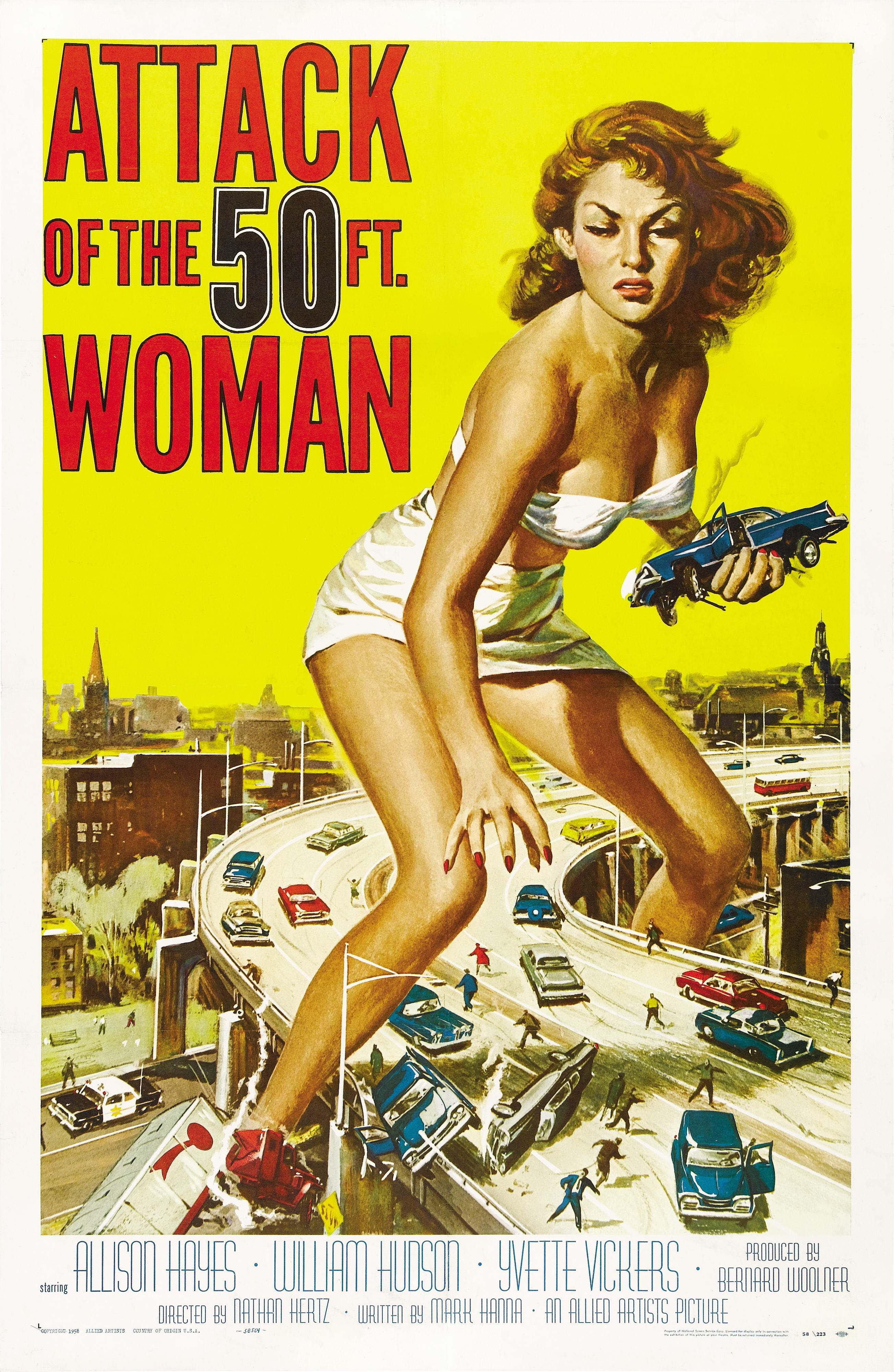
Affiche d'un film américain des années 1950, L'Attaque de la femme de 50 pieds.

Une affiche de cinéma, ou affiche de film, est une affiche assurant la publicité d'un film avant ou pendant sa sortie dans les salles de cinéma. Elle fournit par écrit des informations sur l'œuvre, notamment le nom du réalisateur et des principaux acteurs, mais suggère aussi, par son visuel, le genre et le ton du film.

## Histoire
Les premières affiches de films sont pratiquement contemporaines de l'apparition des projections publiques dans des salles de théâtre, de spectacles de foire ou de fêtes foraines (1896-1910). De format réduit, elles sont produites par les compagnies de film ou studios, ce qui deviendra la règle dans cette industrie. De simples placards typographiés rivalisent avec des images plein cadre, photo retouchée du personnage principal, dessin censé représenter une scène du film ou parfois issu d'un ouvrage en cas d'adaptation, constituant un travail graphique rarement signé. En France, au début, peu nombreux sont les maîtres de l'affiche qui contribuent à cette forme de publicité. La première affiche de cinéma est signée Marcellin Auzolle (1862-1942), pour L'Arroseur arrosé (1896).
À partir des années 1920, avec l'apparition régulière de longs métrages, la plupart des affiches sont illustrées par des artistes sous contrat, employés par des sociétés spécialisées dans ce type de support. Les techniques de collage photo/dessins deviennent courantes.
À partir des années 1950, l'affiche de cinéma acquiert une véritable dimension à la fois artistique et populaire en même temps qu'apparaissent les premiers collectionneurs. Des formats et des techniques inhabituels trouvent également place dans les grandes villes et certaines affiches étaient alors fabriquées sur mesure, conçues et peintes à la main en un seul exemplaire pour une salle dédiée (le Grand Rex à Paris, les drive-in américains, etc.).

## Techniques
Dimensions
Supports
Conditions d'affichage

## Artistes
- Belgique :
  - Raymond Elseviers
- Espagne :
  - Macario Gómez Quibus

- États-Unis :
  - Reynold Brown
  - Frank Frazetta
  - Bill Gold
  - Tom Jung
  - Robert McGinnis
  - Bob Peak
  - William Rose
  - Drew Struzan

- France :
  - Boris Bilinsky
  - Paul Colin (Manon, Journal d'un curé de campagne, Un condamné à mort s'est échappé)
  - Albert Dubout (Angèle, César)
  - René Ferracci (Le Salaire de la peur, La mariée était en noir)
  - Boris Grinsson (La symphonie pastorale, Les Orgueilleux, Les Quatre Cents Coups)
  - Jean Hurel (French Cancan)
  - Jouineau Bourduge
  - Georges Kerfyser
  - Léo Kouper (Drôle de noce, Emmanuelle)
  - Bernard Lancy (Volpone, Carmen)
  - Michel Landi
  - Laurent Lufroy (Le Fabuleux Destin d'Amélie Poulain, Enter the Void)
  - Jean Mascii (Les Mystères de Paris, Le Professionnel)
  - Géo Mercier (La Croisière du Navigator , Boudu sauvé des eaux)
  - Guy-Gérard Noël (Si Versailles m'était conté..., Marguerite de la nuit)
  - René Péron (Jour de fête, Les Vacances de monsieur Hulot)
  - Roger Soubie (Trois Balles dans la peau)
  - Yves Thos (La Femme et le Pantin, 125, rue Montmartre)

- Italie :
  - Anselmo Ballester
  - Alfredo Capitani
  - Renato Casaro (Danse avec les loups)
  - Averado Ciriello
  - Renato Fratini
  - Luigi Martinati
  - Enzo Nistri

- Pays-Bas
  - Dolly Rudeman

- Québec
  - Yvan Adam